# Liste des fusils de chasse
 (janvier 2013).
Si vous disposez d'ouvrages ou d'articles de référence ou si vous connaissez des sites web de qualité traitant du thème abordé ici, merci de compléter l'article en donnant les références utiles à sa vérifiabilité et en les liant à la section « Notes et références ».
Cette liste des fusils de chasse recense les fusils de chasse en tout genre.

## Liste

### A
- Akkar silah sanayi
- Akdal MKA 1919
- Anschütz Miroku
- Argyl Shotgun
- Armscor Model 30
- Armsel Striker
- Army & Navy[1],[2]
- Atchisson Assault Shotgun AA-12

### B
- Baikal MP-153
- Baikal MP-155
- Baikal IJ-27/Tundra
- Baserri Mari Elite
- Baserri Mari HR
- Benelli Cordoba
- Benelli Legacy
- Benelli M1 Super 90
- Benelli M2 Field
- Benelli M3 Super 90
- Benelli M4 Super 90 / Benelli M1014
- Benelli M4 Tactical
- Benelli Montefeltro
- Benelli Nova
- Benelli Super Black Eagle II
- Benelli Supernova
- Benelli Ultra Lite
- Benelli Vinci
- Beretta 1201FP
- Beretta 682
- Beretta 686
- Beretta 687
- Beretta DT10
- Beretta AL391
- Beretta Silver Pigeon
- Beretta Xtrema 2
- Blaser F3
- Browning B25
- Browning B26
- Browning B27
- Browning Auto-5
- Browning Citori
- Browning 325
- Browning 425
- Browning 525
- Browning Ultra XS
- Browning Superposed
- Browning Gold
- Browning Fusion
- Browning Silver
- Browning Cynergy

### C
- Ciener Ultimate Over/Under (en)
- Colt Model 1878
- Colt Model 1883

### D
- Fusil de chasse à double canon

### E
- ENARM Pentagun (en)

### F
- Fabarm SDASS Tactical (en)
- FAMARS Rombo (en)
- FN Police
- FN SLP (en)
- Franchi AL-48 (en)
- Franchi SPAS 12
- Franchi SPAS 15

### G
- Grendel GSG-41

### H
- HATSAN
- Heckler & Koch FABARM FP6
- Heckler & Koch HK CAWS
- Heckler & Koch SLS 2002
- High Standard Flite King
- High Standard Model 10
- H&R Pardner
- H&R Ultraslug Hunter
- Holland & Holland
- Hutchinson A1
  - Hutchinson A2
  - Hutchinson A3
  - Hutchinson A4

### I
- INDUMIL ONE
- Ithaca 37
- Ithaca Mag-10 (en)

### K
- KAC Masterkey (en)
- Kel-Tec KSG
- KS-23
- KSK shotgun

### L
- Laurona
- Leopard 12
- Lincoln basic
- Lupara

### M
- M1897 trenchgun
- M1912 trenchgun
- MAG-7
- Manufrance Idéal
- Manufrance Robust
- Marlin Model 55
- Miroku
- Molot Bekas-M
- Molot Vepr 12
- Mossberg 88
- Mossberg 500
- Mossberg 590
- Mossberg Maverick
- Mossberg 835 Ulti-Mag
- Mossberg 930 Autoloader
- Mossberg 935 Magnum

### N
- Neostead

### P
- Pancor Jackhammer

### O
- Olympia

### R
- Remington 11-87
- Remington 870
- Remington 887 Nitro Mag
- Remington 1100
- Remington Model 10
- Remington Model 11
- Remington Model 11-48
- Remington Model 17
- Remington Model 31
- Remington Spartan 100
- Remington Spartan 310
- Remington Versa Max
- Renato Gamba
- Rexio shotguns
- Rizzini
- RMB-93
- Robust
- Rottweil Skeet Olympia 72
- Rottweil Trap Montreal
- Rottweil 67G
- Rottweil 500
- Rottweil 600
- Rottweil 700
- Rottweil 770
- Rottweil 900
- Rottweil Supreme
- Ruger Gold Label

### S
- Saiga-12
- Sauer Beretta S55
- Sauer Beretta S56
- Savage 311/Stevens 511
- Serbu Super Shorty
- Sjögren shotgun
- SKB GC7[3]
- SKB 85TSS[4]
- SKB 385[5]
- SKB 485[6]
- Smith & Wesson 916
- Smith & Wesson 3000
- Soberana shotgun
- SPAS 12
- Stoeger Coach Gun
- Stoeger Condor
- Stoeger Double Defense
- Stoeger Model 2000
- Stoeger P350
- Stoeger Uplander
- Sawed-off Shotgun

### T
- Taurus ST-12
- TOZ-194

### U
- USAS-12

### V
- Valtro PM-5/PM-5-350
- Verney-Carron Sagittaire

### W
- WesternField M5500
- Winchester Model 1897
- Winchester Model 1887/1901
- Winchester Model 1912
- Winchester Model 21
- Winchester Super X3
- Winchester Super X Pump
- Winchester 1200 (W1200)
- Winchester 101 XTR
- Winchester 800
- Winter SWATriplex-18

### X
- XM26 Lightweight Shotgun System

### Z
- Zlatoust RB-12